# 馮少師
馮少師（？—？），長樂郡信都縣（今河北省衡水市冀州區）人，唐高祖的駙馬。有子馮文瓚。
馮少師娶唐高祖李淵的長女長沙公主，封駙馬都尉。他在唐朝官至鴻臚卿、青州刺史，担任陕东道行台右仆射，辅佐陕东道大行台尚书令秦王李世民。《元和姓纂》把他列在京兆冯氏冯世基、冯绍烈家族之后。馮少師应该是冯世基的近亲。